# Rusiga Genocide Memorial

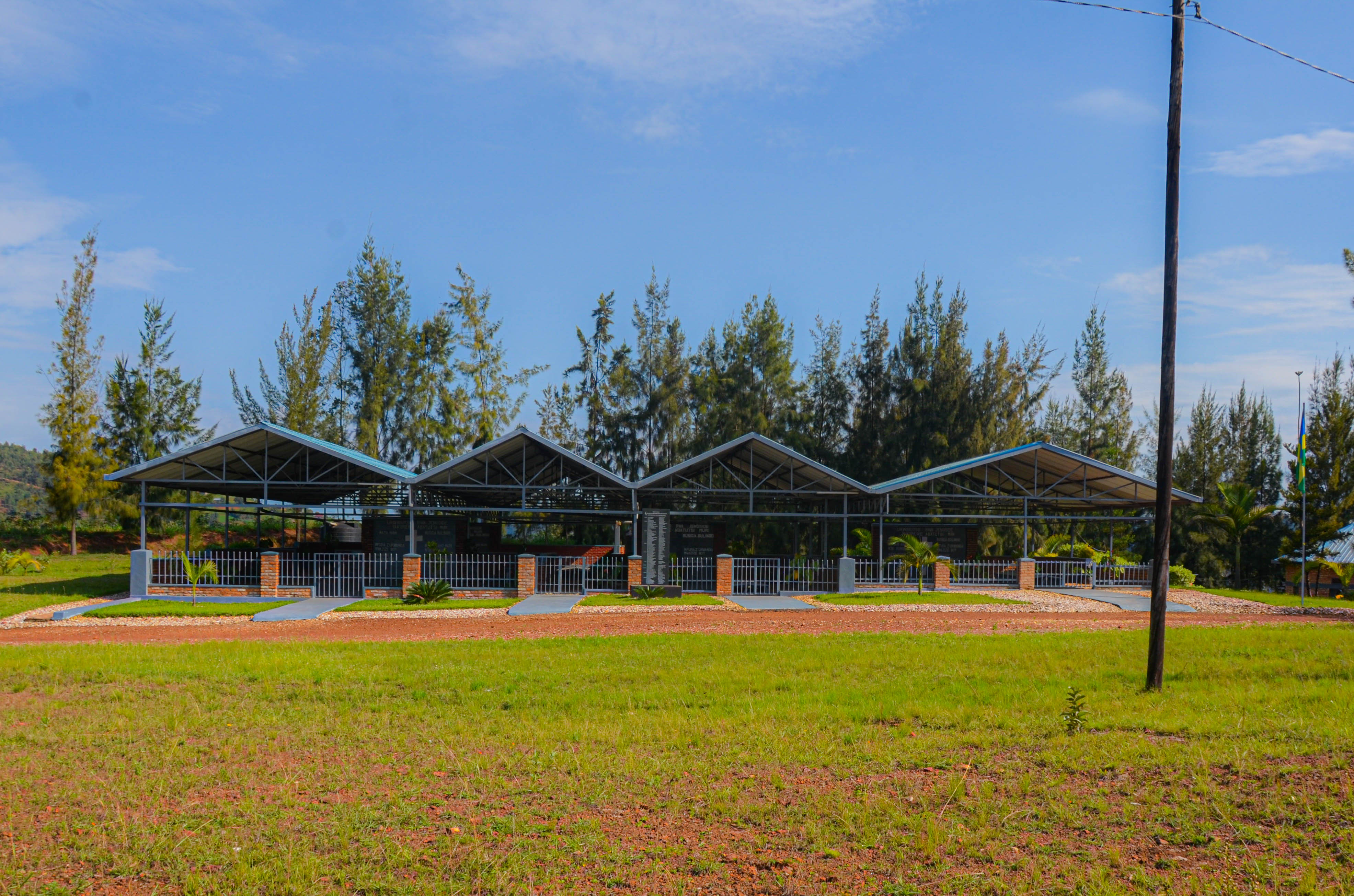
Das Rusiga Genocide Memorial im Oktober 2021

Das Rusiga Genocide Memorial ist Gedenkstätte und Friedhof für Opfer des Völkermords an den Tutsi im Sektor Rusiga des Distrikts Rulindo in der Nordprovinz von Ruanda. Hier wurden über 6400 Opfer des Völkermords bestattet. Im Distrikt Rulindo befinden sich acht weitere Gedenk- und Begräbnisstätten, auf denen einschließlich des Rusiga Genocide Memorials 18.600 Opfer bestattet wurden (Stand März 2014). Massentötungen von Tutsi fanden auf dem Gebiet des heutigen Distrikts unter anderem an der Rusiga-Pfingstkirche und der römisch-katholischen Kirche Rulindo statt.